# Бернард Ленс III
Бернард Ленс III (англ. Bernard Lens III; 27 травня 1682 — 24 грудня 1740) — англійський художник, відомий в першу чергу своїми портретними мініатюрами. Ленс був придворним мініатюристом королів Георга I і Георга II, викладачем ілюмінування принца Вільяма Августа, принцес Марії та Луїзи, а також консультантом в галузі образотворчого мистецтва серед вищих аристократичних кіл.

## Біографія
Ленс, син меццо-тинто — гравера і вчителя малювання Бернарда Ленса II, народився в Лондоні 1682 року і 1698 року став учнем художника, якого називали Стерт. Цілком імовірно, Стертом був гравер Джон Стерт, партнер Бернарда Ленса II. Стерт був членом Worshipful Company of Goldsmiths, членство в якій фактично давало лише ліцензію на роботу в Лондонському Сіті, а не показник дійсних продажів.
У 1704 році Ленс приєднався до нещодавно створеного клубу Троянди і Корони, товариства любителів мистецтва, частими відвідувачами якого були Вільям Хогарт і Джордж Вертью. Ленс зарекомендував себе портретним мініатюристом і 1707 року став першим британським художником, який замінив велень, традиційний для мініатюр матеріал, на слонову кістку. Складну техніку малювання аквареллю по слоновій кістці винайшла у Венеції Розальба Карр'єра близько 1700 року і вона швидко поширилася в Європі. Стиль Ленса був близький до стилю Кар'єри, хоча Бернард консервативно користувався олівцевими начерками і важкими фарбами, що зменшувало напівпрозорість глазурі на поверхні слонової кістки. Дадлі Хіт і Марджорі Вайсмен відзначили контраст між напівпрозорим, легким зовнішнім виглядом тонів шкіри і твердими, маслянистими драпіровками і фонами. Відповідно до моди того часу, за словами Хіта, «Ленс здається був небайдужий до грубого світло-блакитного відтінку в костюмах», який поступався блакитним тонам старих майстрів.
Головним конкурентом Бернарда Ленса був Крістіан Фрідріх Цинке, який працював з емаллю. Хорас Волпол назвав Бернарда Ленса III «незрівнянним художником-акварелістом» і поскаржився, що його копії робіт великих майстрів «мали всі переваги оригіналів за винятком тривалості». Дадлі Хіт, навпаки, називав роботи Ленца «жорсткими і непривабливими», і що вони поступалися роботам Лоренца Кросса.

### Родина
Бернард Ленс і його дружина Кетрін (до шлюбу Вудс) мали трьох синів. Всі вони (згідно з Catalogue of Engravers Хораса Волпола, лише двоє молодших) стали плодовитими художниками (за Волполом — «геніальними художниками мініатюри»), але не залишили значного спадку; важко встановити їхнє авторство. Один із синів Бернарда, мініатюрист Пітер Пол (1714—1750), написав портрет батька, який зберігається в Музеї Вікторії та Альберта. Мініатюристом був і інший син — Ендрю Бенжамін Ленс (1713 — ?). Згідно з Волполом, найстарший син, Бернард, був клерком.